# Festivalul Internațional de Teatru Clasic de la Arad
Festivalul Internațional de Teatru Clasic, Arad (prescurtat FITCA) este un festival de teatru organizat de Teatrul Clasic „Ioan Slavici” și Primăria Municipiului Arad.

## Istorie
În anul 1995, fostul director al teatrului din Arad, Ovidiu Cornea, a inițiat Festivalul de Teatru Clasic, din dorința de a aduce în fața publicului arădean cele mai bune producții de teatru din România, din stagiunea precedentă. Demersul său a fost susținut imediat și de autoritățile publice locale, care au fost de acord cu finanțarea acestui proiect. De-a lungul anilor, pe scena arădeană au fost prezentate astfel de spectacole, în cadrul festivalului care, după câteva ediții, a primit numele de Festivalul Național de Teatru Clasic. Primul director artistic al festivalului a fost regretatul critic de teatru Victor Parhon.
În ultimii ani s-a dorit realizarea unei deschideri și mai mari a festivalului către producții de teatru din afara granițelor țării. Astfel, au început să fie prezentate spectacole ale Teatrului Național Pecs (Ungaria), teatru partener al instituției arădene, iar acum cel mai important festival de teatru din vestul țării a primit numele de Festivalul Internațional de Teatru Clasic.
Deschiderea internațională a festivalului a atras după sine prezentarea la Arad a unor spectacole de prim – rang, producții europene realizate de regizori de renume. Toate sunt realizate după idei novatoare, în montări speciale și viziuni regizorale inedite.
Pe lângă prezentarea de spectacole, festivalul arădean mai cuprinde și evenimente conexe: workshop-uri dedicate perfecționării actorilor din vestul țării, lansări de carte, expoziții ș.a.

## 2016
Între 12-20 noiembrie 2016, Teatrul Clasic „Ioan Slavici” din Arad a organizat cea de a XXII-a ediție a Festivalului. Selecționerul festivalului a fost criticul de teatru Maria Zărnescu.
Au avut loc mai multe spectacole de teatru: A douăsprezecea noapte de William Shakespeare, Cafeneaua de Carlo Goldoni, Domnul Jurdan, rescriere dramatică de Victor Ioan Frunză după Burghezul gentilom de Moliere și Jourdain cel scrântit de Mihail Bulgakov; Hamlet după William Shakespeare, Îmblânzirea scorpiei, un spectacol muzical după William Shakespeare, Metoda Gronholm de Jordi Galceran, Omul cel bun din Seciuan de Bertolt Brecht, Romeo și Julieta după William Shakespeare, Solo Goya, spectacol de teatru-nonverbal, Svejk după Jaroslav Hašek.

## Festivalul Internațional de Teatru Nou
Festivalul Internațional de Teatru Nou (FTN) este un festival de teatru fondat în anul 2013, organizat de Teatrul Clasic „Ioan Slavici” din Arad , în parteneriat cu Primăria și Consiliul Local ale Municipiului Arad.

## Vezi și
- Festivalul Internațional de Teatru de la Sibiu